# 哈尔·斯帕克斯
霍光皓（英語：Hal Harry Magee Sparks，1969年9月25日—），出生于美国俄亥俄州辛辛纳提市，是一位美国演员。
他非常地着迷Buffy the Vampire Slayer系列。他和他的表弟Miles以及朋友Robert一起成立了一个乐队“Zero 1”。 他在《同志亦凡人》（Queer As Folk）里扮演同志Michael Novotny。  他不喝酒精类饮料。他有几条柔道，空手道的黑腰带，目前正在学习中国功夫。会说中文（普通话）。演出過Disney XD影集《超能高校生》。